# Papilio erithonioides
Papilio erithonioides là một loài bướm thuộc họ Bướm phượng (Papilionidae). 
Loài Papilio erithonioides được mô tả năm 1891 bởi Grose-Smith. Loài bướm Papilio erithonioides sinh sống ở .

## Hình ảnh

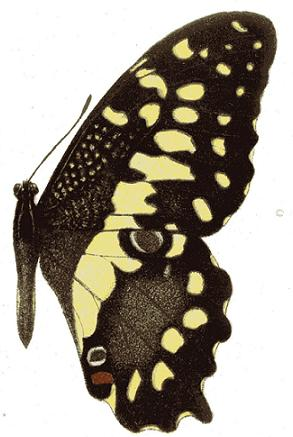
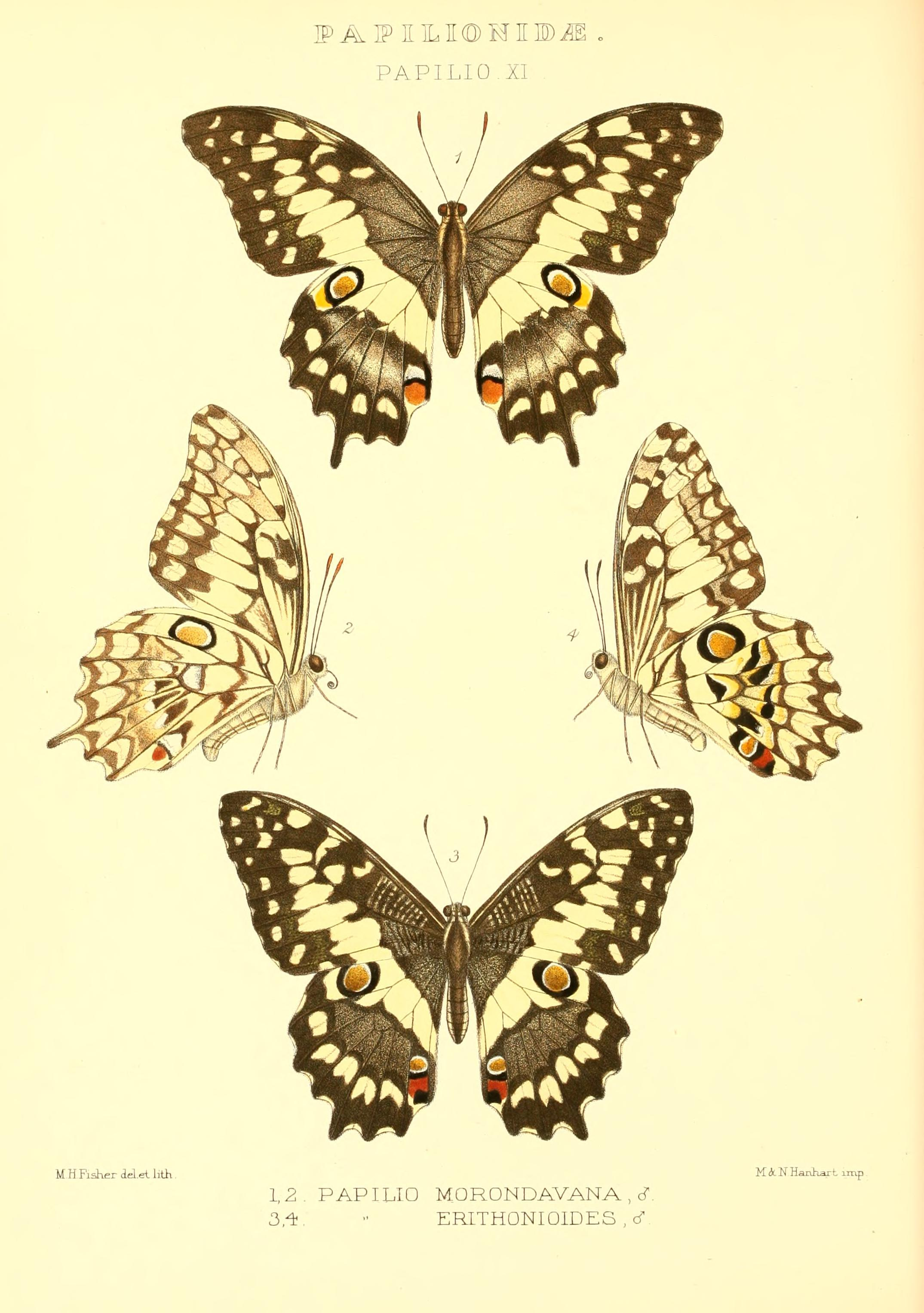
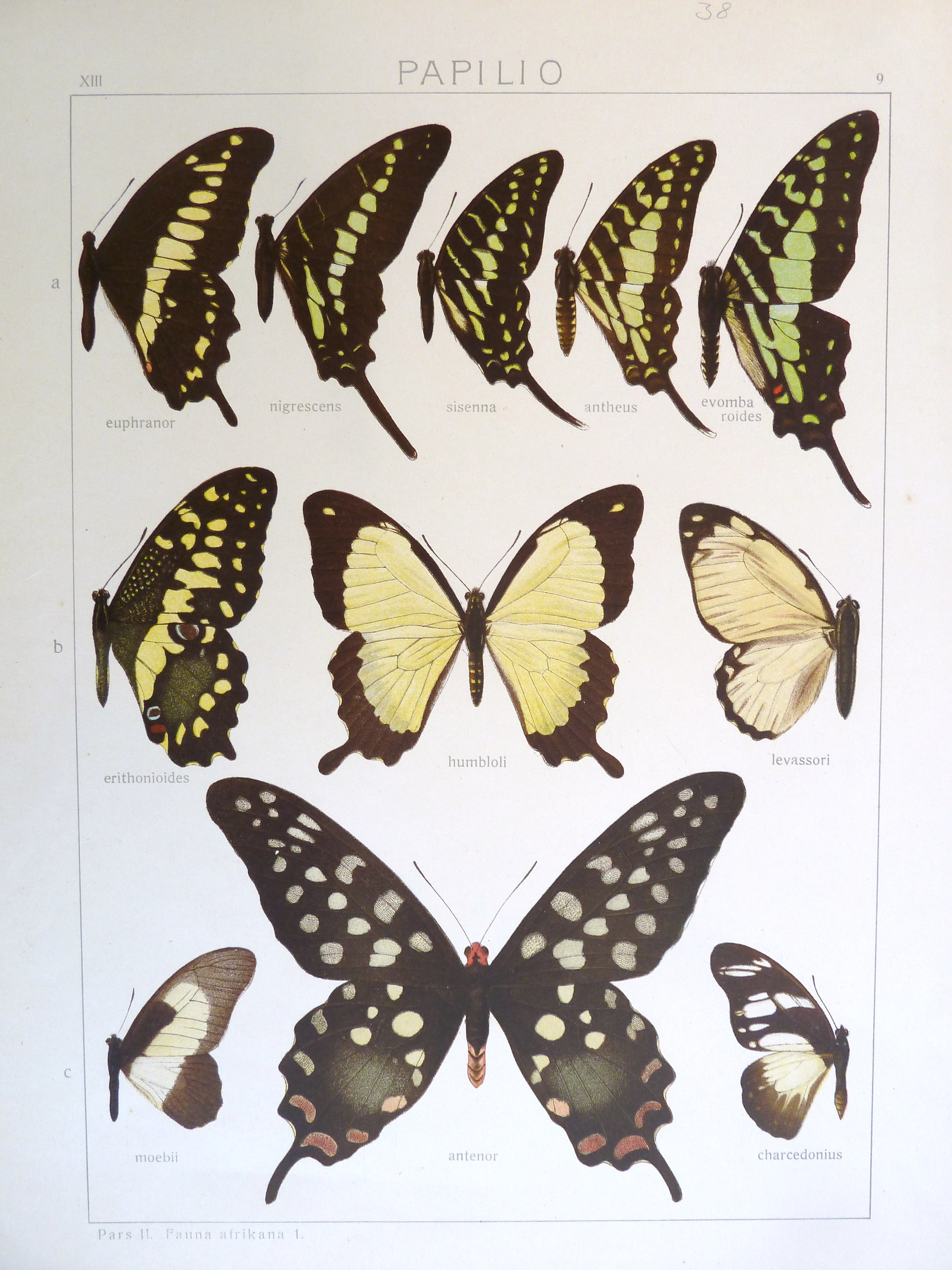